# Schmuck-Kleinspanner
Der Schmuck-Kleinspanner (Scopula ornata), auch  Weißer Dost-Kleinspanner oder einfach nur Schmuckspanner genannt, ist ein Schmetterling (Nachtfalter) aus der Familie der Spanner (Geometridae).

## Merkmale
Die Falter erreichen eine Flügelspannweite von 20 bis 26 mm (21 bis 24 mm). Die Falter der 2. Generation sind im Durchschnitt etwas kleiner, oft sogar nur mit 18 mm Flügelspannweite. Die Grundfarbe der Flügel ist hell weiß. Die innere Querlinie ist in zwei bis vier Fleck aufgelöst. Der Mittelschatten ist nur undeutlich ausgebildet oder fehlt ganz. Die äußere Querlinie ist dagegen auf Vorder- und Hinterflügel immer ausgebildet, gezähnelt und gesäumt von zwei gelängten, großen hell- bis dunkelbraunen Flecken im Tornus und zwischen den Radialen der Flügel. Die Flecke sind proximal oft dunkelbraun oder schwarzbraun gerandet bzw. ist die äußere Querlinie im Bereich der Flecke dunkler gezeichnet. Die Bereiche der äußeren Querlinie zwischen den beiden braunen Flecken und Kostal- und Innenrand sind meist dunkler als die Grundfarbe gezeichnet, meist in unterschiedlich intensiven Grautönen. Auf dem Vorderflügel sind häufig an den Stellen, an denen innere Querlinie, Mittelschatten und äußere Querlinie auf den Kostalrand treffen, schwarze längliche Flecken ausgebildet. Der Vordeflügelapex ist in der Grundfarbe gehalten, gelegentlich ist aber auch in diesem Bereich eine leichte bräunliche Tönung zu sehen. Der Rest des Saumfeldes weist eine graue Wellenlinie auf, die häufig auf Höhe der braunen Flecke der äußeren Querlinie etwas dunkler ist. Die dünne Saumlinie ist auf den Flügeladern punktartig verstärkt. Die Fransen sind weißlich bis hellgrau, oft gescheckt. Die Diskalflecke fehlen für gewöhnlich auf den Vorderflügeln, sind jedoch auf den Hinterflügeln fast immer ausgebildet. Der Außenrand des Hinterflügels ist jeweils zwischen den Flügeladern M1 bis M3 leicht konkav gebogen. Kontrastreiche, deutlich gezeichnete Exemplare werden durch kalte feuchte Bedingungen während des Puppenstadiums begünstigt, während hohe Temperaturen bei Trockenheit eher weißliche, wenig deutlich gezeichnete Exemplare ergeben.
Das Ei ist abgerundet konisch. Die Oberfläche zeigt Längsrippen, die sich mit schwachen Querrippen kreuzen.
Die Raupe ist sehr schlank, die Haut gerunzelt. Sie ist zum großen Teil grau gefärbt, der Rücken bräunlich. Es ist eine helle Rückenlinie vorhanden. Das 1. bis 5. Segment weist je einen v-förmigen Rückenfleck oder auch nur fünf Punkte in V-Form beiderseits der Rückenlinie auf. Der Kopf ist hellgrau gefärbt.
Die rötlich dunkelbraune Puppe misst 7,8 bis 9 mm in der Länge und 2,5 bis 3 mm im Durchmesser auf. Der Kremaster ist etwa so lang wie breit (an der Basis). Das gerundete Ende ist mit zwei langen, leicht divergierenden, spitzen Borsten besetzt, sowie seitlich mit je zwei dünnen, kürzeren, hakenartig gekrümmten Borsten.

### Ähnliche Arten
Der Schmuck-Kleinspanner ähnelt stark der Art Scopula orientalis; eine gewisse Ähnlichkeit besteht auch zum Sandthymian-Kleinspanner (Scopula decorata). Während die erste Art nur in der Türkei und dem südlichen Kaukasusgebiet, Südrussland und Ukraine und in einem regional begrenzten Gebiet auf dem Balkan verbreitet ist, kommt der Sandthymian-Kleinspanner auch in Mitteleuropa vor. Bei dieser Art sind im Flügelapex graue Flecken ausgebildet. Vor allem die äußere Querlinie ist meist kontrastreicher gezeichnet, gelegentlich sind die zwei bräunlichen, gelängten Flecke miteinander verbunden. Dagegen fehlen diese Flecke auf den Hinterflügeln. Auf den Vorderflügeln sind die Diskalflecke in der Regel deutlich ausgebildet. Die schwarzen länglichen Flecken am Kostalrand, wo innere Querlinie, Mittelschatten und äußere Querlinie auf den Kostalrand treffen, sind intensiver ausgebildet und immer vorhanden, während sie beim Schmuck-Kleinspanner oft nur schwach gezeichnet sind, und die Flecke der inneren Querlinie und des Mittelschattens auch fehlen können.

## Geographische Verbreitung und Lebensraum
Das Verbreitungsgebiet des Schmuck-Kleinspanners reicht von Nordafrika und der Iberischen Halbinsel im Westen, durch West- und Mitteleuropa, Osteuropa, Sibirien bis nach Ostasien (Russischer Ferner Osten, Nordostchina, Japan und Korea). Im Norden erstreckt es sich bis ins Baltikum und das südliche Fennoskandien. In England kommt sie nur an der Südküste vor. Die Südgrenze der Verbreitung zieht sich vom westlichen Nordafrika (Marokko, Algerien bis Tunesien) über Sizilien, die griechische Inselwelt (einschließlich Kreta), Kleinasien und Zypern zum Kaukasus und Nordiran. In Zentralasien ist die Art in Kasachstan, Usbekistan, Kirgisien, Tadschikistan und Afghanistan nachgewiesen.
Die Art kommt in trockenwarmen, offenen und nicht kultivierten Lebensräumen vor, auf nährstoffarmen, kalkigen oder auch silikatischen Böden mit wenig Pflanzenwuchs, oft an sonnigen Hängen und auf Hügeln. Die Art steigt in den Alpen auf etwa 1400 m an, in den Südalpen auf über 1600 m. In Nordafrika, Kleinasien und Zentralasien steigt die Art auf 2000 m an.

## Lebensweise
Der Schmuck-Kleinspanner ist in weiten Gebieten bivoltin, d. h., dass zwei Generationen pro Jahr ausgebildet werden, deren Falter von Anfang Juni bis Anfang Juli und Ende Juli bis Ende August, ausnahmsweise auch bis Mitte September fliegen. In klimatisch günstigen Regionen, wie dem Mittelmeergebiet, aber auch in der klimatisch begünstigten Oberrheinebene werden sogar drei Generationen gebildet. Die Falter erscheinen hier bereits im April und fliegen bis Anfang Oktober, im Mittelmeergebiet sogar bis in den November hinein. Im Gebirge und im nördlichen Teil des Verbreitungsgebietes wird dagegen nur eine Generation gebildet. Hier fliegen die Falter im Juni und Juli. Die Falter sitzen tagsüber meist in der Vegetation, können aber sehr leicht aufgescheucht werden. Die Hauptflugaktivität liegt in der Dämmerung; sie kommen dann auch an künstliche Lichtquellen und werden gelegentlich auch am Köder beobachtet. Die Falter saugen an den Blüten von Gewöhnlichem Natternkopf (Echium vulgare), Breitblättrigem Thymian (Thymus pulegioides), Besenheide (Calluna vulgaris), Geflecktem Knabenkraut (Dactylorhiza maculata) und Gewöhnlichem Hornklee (Lotus corniculatus) sowie Hahnenfuß (Ranunculus). In der Türkei wurden die Falter auch an Anchusa azurea beobachtet.
Die Raupen sind oligophag (polyphag?) und fressen hauptsächlich an Breitblättrigem Thymian (Thymus pulegioides), Sand-Thymian (Thymus serpyllum), Oregano (Origanum vulgare) und Rundblättriger Minze (Mentha suaveolens). Die Eiablage wurde auch an Quendel-Ehrenpreis (Veronica serpyllifolia), Gemeiner Schafgarbe (Achillea millefolium), Gewöhnlichem Flügelginster (Chamaespartium sagittale) und an Gräsern beobachtet, jedoch wurden bisher keine Raupen an diesen Pflanzen gefunden. In der Zucht ließen sich die Raupen auch mit Gemeiner Schafgarbe (Achillea millefolium) und Wasserminze (Mentha aquatica) halten. Nach älteren Arbeiten sollen die Raupen auch Löwenzahn (Leontodon sp.), Ampfer (Rumex sp.) und Löwenzahn (Taraxacum sp.) fressen. Die Raupe überwintert halberwachsen und verpuppt sich im Frühjahr des folgenden Jahres in einem lockeren Gespinst zwischen Pflanzenteilen nahe am Boden.

## Systematik und Taxonomie
Das Taxon wurde 1763 von Giovanni Antonio Scopoli als Phalaena ornata erstmals wissenschaftlich beschrieben. Es existieren eine ganze Reihe von Synonymen. In der neueren Literatur erscheint sie einheitlich in der Kombination Scopula ornata. Die Gattung Scopula wird von manchen Autoren in drei Untergattungen unterteilt. In dieser Gliederung wird ornata Scopoli zur Nominatuntergattung Scopula (Scopula) gestellt. Die Art wird derzeit in drei Unterarten unterteilt:
- Scopula ornata ornata Scopoli, 1763, im größten Teil des Verbreitungsgebietes
- Scopula ornata enzela Prout, 1935, Nordiran, mit stark reduzierter Zeichnung
- Scopula ornata subornata Prout, 1913, Korea und Japan, deutlicher entwickelte innere Querlinie und Mittelschatten[10]

## Gefährdung
Der Schmuck-Kleinspanner steht in einigen deutschen Bundesländern auf der Liste gefährdeter Arten. Er gilt im Stadtstaat Hamburg und in Sachsen als vom Aussterben bedroht (Kategorie 1). In Brandenburg, Mecklenburg-Vorpommern, Niedersachsen, Nordrhein-Westfalen und Sachsen-Anhalt gilt die Art als gefährdet (Kategorie 3).

## Anmerkung
1. ↑  Auch der von Bergmann (1955) kreierte Trivialname Weißer Dostfluren-Schmuck-Kleinspanner fand in der folgenden Literatur keine Beachtung.